# Добрички зоопарк
Зоопаркът в Добрич (познат също като Център за защита на природата и животните в Добрич) е първата лицензирана зоологическа градина в България. В нея живеят над 350 животни от 70 вида.
Центърът за защита на природата и животните в град Добрич е създаден по българо-швейцарски проект на територия на зоопарка. Има обща площ 162 декара, богата 50-годишна дървесна и храстова растителност, удобни транспортни и пешеходни връзки.
Това е първата лицензирана зоологическа градина в България. Лицензът е издаден от министъра на околната среда и водите след доклад от междуведомствена комисия, с който се установява дали центърът отговаря на предвидените в закона изисквания и условия за отглеждане на животни в зоологически градини.
В Центъра за защита на природата и животните функционира Зелено училище.

## История
През 1996 – 1997 г. „Ройтерс“ публикува снимка на малко кенгуру с майка му кенгурката Кета. Текстът към нея обяснява, че животните в бившия вече зоопарк в Добрич гладуват. Снимката е публикувана в известен швейцарски ежедневник. Тя дълбоко трогва швейцарската еколожка Барбара Геринг, която организира помощна акция за зоопарка в Добрич в цяла Швейцария. От дарители събира средства, но те не успяват да спасят малкото кенгурче. То не преживява студената зима в добричкия зоопарк. Поставя се обаче началото на едно ново партньорство. Помощната акция прераства в проект, благодарение на който е изграден център за природата и животните в Добрич – по модел на парка в Цюрих. В швейцарския град Шафхаузен е учредено дружество „Про Зоо Добрич“. В него, освен Барбара Геринг, се включват проф. д-р Евалд Изенбюгел, който е автор на проекта за центъра в Добрич, ветеринарният лекар д-р Долф Бурки и редица други приятели на природата и животните. По тяхна инициатива е създадено и аналогично дружество „Про Зоо Добрич“ в Добрич.
В продължение на години швейцарските партньори събират средства за различни благотворителни инициативи. В изграждането на Центъра за защита на природата и животните в Добрич са вложени 800 000 лв. Помощта от швейцарските партньори е над 300 000 швейцарски франка. Освен това те осигуряват и някои от най-ценните животни за зоопарка. Дарение от Швейцария са двойката Коне на Пржевалски, лама, двойка малки камили алпака, два пауна и зубри или европейски бизони. Другите животни са от стария зоопарк в Добрич.

## Животни
Днес в парка, който бе открит на 25 септември 2003 г., се отглеждат животни, характерни за нашия ареал, които живеят в среда, максимално близка до естествената им. Посетителите имат възможност за пряк досег с животните. С цел безопасност, за някои от видовете са направени заграждания или се използват електропластири. Оформени са и мини-пасища за понита и магарета.
В зоопарка се отглеждат следните видове:
- от бозайниците: Кон на Пржевалски (включен в Червената книга), алпака, зубър, благороден елен, сърна, муфлон, енот (миеща мечка), Носато мече (коати), заек, кенгуру, емблематичната за парка – кафява мечка Берна и други.
- от птиците: бухал, златен фазан, бял паун, щраус и различни видове кокошки, патици, папагали, гълъби и др. Птици като щъркела, лебеда и розовия пеликан се връщат ежегодно през топлите месеци от годината.

В езеротото за костенурки живеят няколко червенобузи костенурки. Изградени са водопад и други две езера, едното от които е с площ 1200 m². Езерата са дом на водолюбивите птици през топлите месеци. Създаден е и „хотел“ за насекоми, който се обитава от божи кравички, пеперуди, калинки, мравки и други насекоми.
Всички животни в Центъра за защита на природата и животните в Добрич си имат швейцарски осиновители.

## Галерия
- Наблюдателната кула
- Бухал в зоопарка
- Хотел за насекоми
- Бели щъркели в езеро
- Кафявата мечка Берна
- Посетители в зоопарка